# Sankt-Olav-Kirche (Kirkjubøur)

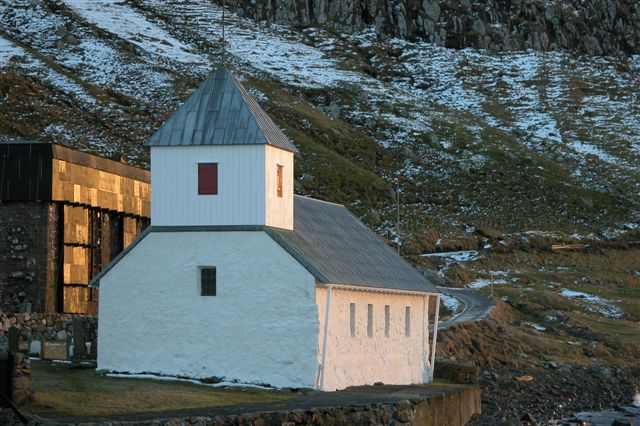
Die Olavskirche in Kirkjubøur vor der Ruine der alten Magnuskathedrale.

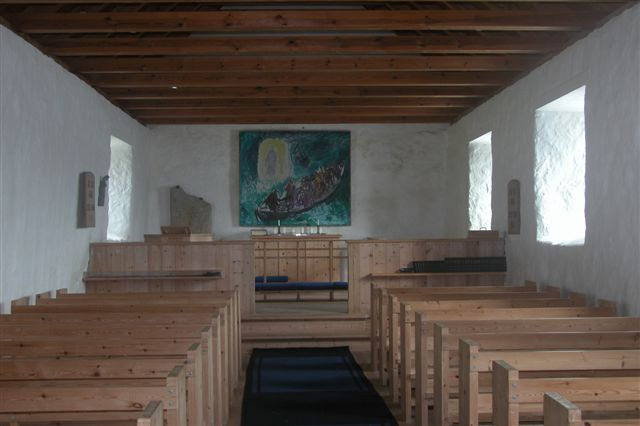
Das Innere der Kirche mit Altargemälde des Künstlers Sámal Mikines, der Mitglied der Gemeinde ist.

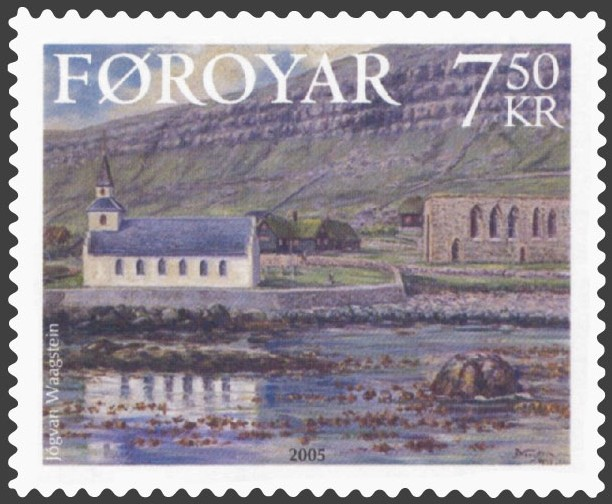
Die Olavskirche 1925 mit höherem Turm als heute. Gemälde von Jógvan Waagstein auf einer Briefmarke von 2005.

Die Sankt-Olavs-Kirche (fär. Ólavskirkjan „Olavskirche“) in Kirkjubøur wurde ca. 1250 errichtet und ist der älteste erhaltene Kirchenbau der Färöer. Das berühmte Kirchengestühl von Kirkjubøur bildete einst ihr Inventar.
Sie liegt an der Westküste ganz im Süden der Insel Streymoy direkt an der Küste und ist neben der unvollendeten Ruine der Magnuskathedrale und dem immer noch bewohnten Wikingerhof aus dem 11. Jahrhundert die Hauptattraktion des Ortes. Diese drei Gebäude befinden sich in unmittelbarer Nachbarschaft zueinander und stehen auf der Anwärterliste zum UNESCO-Weltkulturerbe.
Die Olavskirche ist 21,8 Meter lang und 7,5 Meter breit. Sie ist aus unbehauenen Steinen gebaut und zu beiden Seiten weiß verputzt. Den Kirchturm erhielt sie erst 1855.
Benannt ist die Olavskirche nach dem norwegischen König Olav dem Heiligen (995–1035), der auf den Färöern noch heute verehrt wird, sie aber nie betrat (siehe Ólavsøka, Nationalfeiertag der Färöer). Wahrscheinlich war sie aber ursprünglich der Jungfrau Maria geweiht.
Die Olavskirche war Zentrum des Bistums Färöer. Der bekannteste Bischof war Erlendur, der um 1300 neben der Kirche die Magnuskathedrale bauen ließ. Dieser Bau wurde aber nie vollendet, sodass die Olavskirche bis zur Reformation auf den Färöern (1538) als Sitz der Bischöfe der Färöer diente. Heute ist sie die Gemeindekirche von Kirkjubøur, was wörtlich „Kirchendorf“ meint und sich auf die Bedeutung der Kirche bezieht.
1963–66 fanden umfassende archäologische Untersuchungen unter der Kirche statt und zeigten, dass hier schon bald nach der Christianisierung der Färöer eine Kirche gestanden haben muss. Es wurden insgesamt drei Fußböden aus dem Mittelalter entdeckt. Unter dem ältesten Fußboden wurden fünf Münzen gefunden, wovon die älteste aus England stammt und im Zeitraum 1223–1235 geprägt worden sein muss.
Im Chor wurden überdies zwei Bischofsgräber entdeckt. Karbonuntersuchungen zeigten, dass das Grab aus der Mitte des 13. Jahrhunderts stammt. Es wird daher davon ausgegangen, dass die heutige Kirche zu jener Zeit entstand. Im Grab wurde ein hölzerner Bischofsstab mit vergoldetem Kopf gefunden, der heute im Historischen Museum der Färöer zu sehen ist. Eine Kopie des Bischofsstabs befindet sich in einer Vitrine  in der Olavskirche. Die beiden gefundenen Grabsteine sind heute im Chor aufgestellt.
1875 wurde die Kirche grundlegend umgebaut und vom Propst V. U. Hammershaimb am 15. Dezember erneut geweiht. Hammershaimb war es auch, der den Wert des alten Kirchengestühls der Olavskirche erkannte und es in das Dänische Nationalmuseum schaffen ließ. Erst 2002 kamen die wertvollen Gestühlwangen wieder zurück auf die Färöer und werden nun im Nationalmuseum ausgestellt. 
Ebenfalls im Nationalmuseum befindet sich eine hervorragend erhaltene geschnitzte Madonna mit Jesuskind aus dem späten 11. Jahrhundert, die bis zur Renovierung 1875 in der Olavskirche stand, aber im Gegensatz zum Kirchengestühl die Inseln nie verlassen hat. Vermutlich ist sie angelsächsischen Ursprungs. 1959 begann man, die Statue zu restaurieren. Die weiße Kalkschicht wurde entfernt, und die ursprüngliche Bemalung kam zum Vorschein. Es zeigte sich, dass es eine der schönsten mittelalterlichen Holzskulpturen des Nordens war.
Ein anderes Kleinod aus der Ólavskirche ist die Christusfigur aus der Zeit zwischen 1450 und 1500. Sie ist aber in einem wesentlich schlechteren Zustand ohne Arme und mit unkenntlich gewordenem Gesicht.
In der Nordmauer der Kirche befindet sich ein kleines Loch, durch das bis in die 1740er Jahre hinein Aussätzige den Gottesdiensten von außen beiwohnen mussten. Auf diese Art konnten sie auch am Abendmahl teilnehmen.
1965–67 erfolgte eine weitere grundlegende Renovierung, und am 3. September 1967 wurde sie erneut geweiht. Das Altarbild schuf der Maler Sámal Mikines. Es stellt ein Fischerboot dar. Die Glaskunst an der Eingangspforte gestaltete Tróndur Patursson.
Im Gegensatz zu den meisten anderen Kirchen auf den Färöern ist die Olavskirche nie abgeschlossen, kann also jederzeit besichtigt werden.